# Новоспаське (Ульяновська область)
Новоспаське (рос. Новоспасское) — робітниче селище в Новоспаському районі Ульяновської області Російської Федерації.
Населення становить 10 780 осіб. Входить до складу муніципального утворення Новоспаське міське поселення.

## Історія
Від 2004 року входить до складу муніципального утворення Новоспаське міське поселення.

## Населення
| 1959    | 1970    | 1979    | 1989    | 2002    | 2009    | 2010    |
| ------- | ------- | ------- | ------- | ------- | ------- | ------- |
| 4697    | ↗6250   | ↗8392   | ↗9915   | ↗11 038 | ↗11 105 | ↘11 075 |
| 2012    | 2013    | 2014    | 2015    | 2016    | 2017    | 2018    |
| ↘10 982 | ↘10 951 | ↘10 860 | ↘10 796 | ↗10 798 | ↘10 702 | ↘10 676 |
| 2019    | 2020    | 2021    |         |         |         |         |
| ↘10 643 | ↘10 619 | ↗10 780 |         |         |         |         |